# شيلبي روجرز
شيلبي روجرز (بالإنجليزية: Shelby Rogers)‏ مواليد 13 أكتوبر 1992 في كارولاينا الجنوبية، الولايات المتحدة، هي لاعبة كرة مضرب أمريكية بدأت مسيرتها كمحترفة سنة 2009 تلعب باليد اليمنى وتحتل حالياً المرتبة رقم. 134 (فبراير 8, 2016) في تصنيف رابطة محترفات كرة المضرب. أعلى تصنيف لها في الفردي كان المركز الـ 70 في سنة 2014.

## الخط الزمني للأداء
مفتاح
| ف | ن | ن.ن | ر.ن | د# | د.م | ل | أ.أ | ت | غ | ب | ف | ذ | م.خ | ل.ت |

(ف) فاز بالبطولة (ن) وصل النهائي (ن.ن) نصف النهائي (ر.ن) ربع النهائي (د#) الأدوار الأربعة الأولى (د.م) دور المجموعات (ل) شارك في كأس ديفيز (أ.أ) خرج من الأدوار الاولى (ت) خسر التصفيات التأهيلية (غ) غاب عن الحدث أو البطولة (ب) حصل على ميدالية برونزية (ف) حصل على ميدالية فضية (ذ) حصل على ميدالية ذهبية (م.خ) بطولة الماسترز خُفضت إلى مرتبة أقل (ل.ت) البطولة لم تعقد في السنة المعينة.
لتجنب الارتباك وازدواجية الحساب، يتم تحديث هذه المعلومات إما في نهاية البطولة، أو عندما تكون مشاركة اللاعب في البطولة قد انتهت.

### الفردي
| دورات الجراند سلام            |      |      |      |      |      |      |      |     |
| الدورة                        | 2010 | 2011 | 2012 | 2013 | 2014 | 2015 | 2016 | ف-خ |
| بطولة أستراليا المفتوحة للتنس | غ    | غ    | غ    | ت1   | ت2   | د1   | غ    | 0–1 |
| دورة رولان غاروس الدولية      | غ    | غ    | غ    | د2   | د1   | د1   |      | 1–3 |
| بطولة ويمبلدون                | غ    | غ    | غ    | ت1   | ت2   | د1   |      | 0–1 |
| أمريكا المفتوحة               | د1   | غ    | ت2   | د1   | د2   | د3   |      | 3–4 |
| فوز-خسارة                     | 0–1  | 0–0  | 0–0  | 1–2  | 1–2  | 2–4  | 0–0  | 4–9 |

## روابط خارجية
- شيلبي روجرز على موقع رابطة محترفات التنس (الإنجليزية)
- شيلبي روجرز على موقع الاتحاد الدولي لكرة المضرب (الإنجليزية)
- شيلبي روجرز على موقع كأس بيلي جين كينغ (الإنجليزية)
- شيلبي روجرز على موقع بطولة ويمبلدون (الإنجليزية)
- شيلبي روجرز على موقع خلاصة التنس.كوم (الإنجليزية)
- شيلبي روجرز على موقع إي إس بي إن.كوم (الإنجليزية)